# Полтавські ґебіти
Полтавські ґебіти — збірне поняття для виокремлення адміністративно-територіальних одиниць (ґебітів), утворених на території тогочасної Полтавської області України німецькою окупаційною владою під час Другої світової війни, які входили (разом із подібними утвореннями на території сучасних Київської та Черкаської областей) до Генеральної округи Київ Райхскомісаріату Україна.
Історичного вжитку поняття не мало. 

## Список ґебітів
- Гадяцький ґебіт
- Золотоніський ґебіт
- Карлівський ґебіт
- Кобеляцький ґебіт
- Кременчуцький ґебіт
- Лохвицький ґебіт
- Лубенський ґебіт
- Миргородський ґебіт
- Опішнянський ґебіт
- Пирятинський ґебіт
- Полтавський ґебіт
- Хорольський ґебіт